# لونگوبوکو
لونگوبوکو (به ایتالیایی: Longobucco) یک کومونه در ایتالیا است که در استان کزنتزا واقع شده‌است. لونگوبوکو ۲۱۰ کیلومتر مربع مساحت و ۳٬۶۹۴ نفر جمعیت دارد و ۸۰۰ متر بالاتر از سطح دریا واقع شده‌است.

## خواهرخوانده
شهرهای سینیا و Luzzi خواهرخوانده‌های لونگوبوکو هستند.